# Calymmaria minuta
Espèce
Calymmaria minuta est une espèce d'araignées aranéomorphes de la famille des Cybaeidae.

## Distribution
Cette espèce est endémique de Californie aux États-Unis,. Elle se rencontre dans les comtés de Mendocino, de Humboldt et de Trinity.

## Description
Les femelles mesurent de 2,29 à 3,10 mm et les mâles de 3,72 à 4,50 mm.

## Publication originale
- Heiss & Draney, 2004 : Revision of the Nearctic spider genus Calymmaria (Araneae, Hahniidae). Journal Of Arachnology, vol. 32, no 3, p. 457-525 (texte intégral).